# The Winner Takes It All
The Winner Takes It All – pierwszy singel z siódmego albumu zespołu ABBA, Super Trouper. Piosenka opowiada o rozpadzie związku, treść utworu jest inspirowana rozstaniem się dwóch członków zespołu, Agnethy Fältskog i Björna Ulvaeusa. Na stronie B singla znajduje się utwór „Elaine”.

## Promowanie singla
- Stars TV Gala, Francja[3]
- Show Express, Niemcy[4]

## Pozycje na listach przebojów
| Chart (1980)                | Position |
| --------------------------- | -------- |
| Belgian Singles Chart       | 1        |
| Dutch Single Chart          | 1        |
| Irish Singles Chart         | 1        |
| South African Singles Chart | 1        |
| British Singles Chart       | 1        |
| American Billboard Hot 100  | 8        |